# Агд
Агд (на френски: Agde) e средиземноморски курортен град в Южна Франция. Разположен е около устието на река Еро в департамент Еро на регион Лангедок-Русийон. Население 21 293 жители към 2006 г.
Градът е основан от гръцки колонисти от Фокея в 5 век пр. Хр.